# Beiträge zur feministischen Theorie und Praxis
Beiträge zur feministischen Theorie und Praxis (kurz: Beiträge) war eine  feministische Zeitschrift, die drei Jahrzehnte lang, von 1978 bis 2008,  in etwa zwei bis drei Heftausgaben pro Jahr in Deutschland erschien. Bis 1982 wurden sieben Hefte in einem Rotationsverfahren von verschiedenen Redaktionsgruppen im Verlag Frauenoffensive veröffentlicht. 1983 bildete sich eine feste Redaktionsgruppe. Herausgegeben wurde die Zeitschrift seither im Eigenverlag in Köln, zunächst vom Verein Sozialwissenschaftliche Forschung und Praxis für Frauen,  später vom Verein Beiträge zur feministischen Theorie und Praxis.
Die kleinformatigen Hefte umfassten meist rund 150 Seiten und mehr und waren als Aufsatzsammlung um ein Schwerpunktthema konzipiert. Zu den vielfältigen Themen, die in den insgesamt 69 Ausgaben  der Beiträge (darunter 11 Doppelnummern) aus feministischer Sicht behandelt wurden, gehören unter anderem Krieg, Arbeit, Staat, Forschung, Geld, Therapie, Politik, Familie, Fremdenhass, Fundamentalismen, Alter, Gewalt, Utopie, Globalisierung, Lebensweisen, Kultur sowie Medien.
Entstanden war die Zeitschrift im Zuge der zweiten Welle der Frauenbewegung in Westdeutschland als politisches und theoretisches Diskussionsforum. Seit ihrer Gründung trieb sie die praxis- und bewegungsnahen Theoriedebatten voran. Sie galt während ihrer Blütezeit als fester Bestandteil der feministischen Gegenöffentlichkeit und als wichtiges Medium zur Vernetzung von Frauenprojekten und -zusammenschlüssen.
Die Beiträge hatten sich bis zuletzt selbst als die größte und älteste Zeitschrift der autonomen Frauenbewegung bezeichnet, ihre Auflage war jedoch in den 10 Jahren vor ihrer Einstellung von etwa 3000 auf 600 Exemplare zurückgegangen. Ursachen des abnehmenden Interesses an der Zeitschrift werden in der thematischen Auffächerung der Forschungsgebiete der Gender Studies vermutet, die jeweils eigene Zeitschriften herausgeben sowie in einer Veränderung der Denk- und Herangehensweisen von Studierenden und Aktivistinnen der jüngeren Generation.